# Ramerberg
Ramerberg település Németországban, azon belül Bajorországban. Lakosainak száma 1437 fő (2023. december 31.).

## Népesség
A település népessége az elmúlt években az alábbi módon változott:
| Lakosok száma | 441  | 742  | 944  | 1050 | 1345 | 1362 | 1354 | 1334 | 1410 | 1437 |
|               | 1875 | 1950 | 1975 | 1987 | 2012 | 2014 | 2016 | 2017 | 2021 | 2023 |